# Нова Еметівка
Нова́ Еметівка — село Усатівської сільської громади в Одеському районі Одеської області в Україні. Населення становить 424 осіб.

## Населення

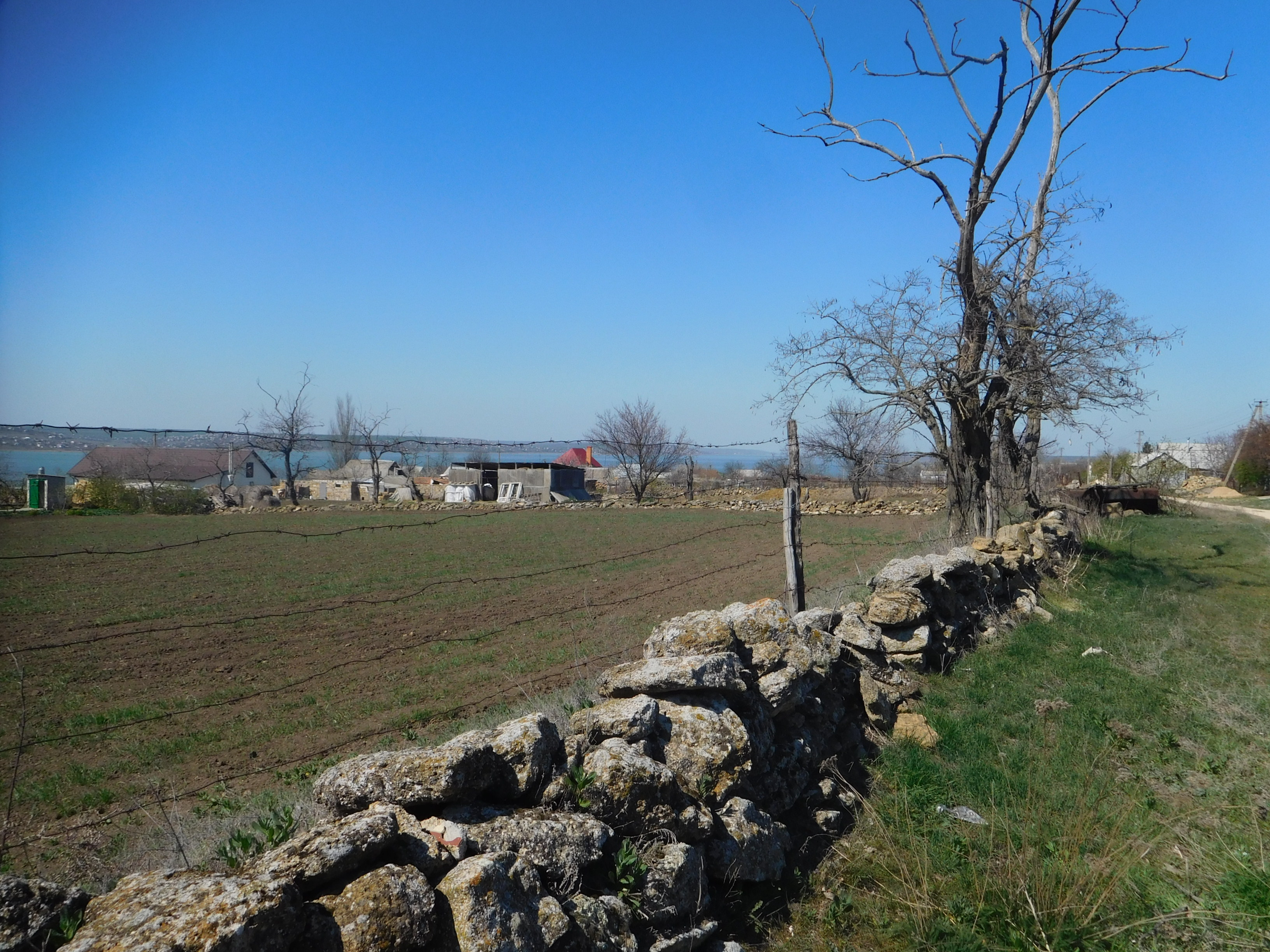
Традиційні ділянки у селі

Згідно з переписом 1989 року населення села становило 437 осіб, з яких 209 чоловіків та 228 жінок.
За переписом населення 2001 року в селі мешкали 404 особи.

### Мова
Розподіл населення за рідною мовою за даними перепису 2001 року:
| Мова       | Відсоток |
| ---------- | -------- |
| українська | 71,46 %  |
| російська  | 26,89 %  |
| вірменська | 0,94 %   |
| румунська  | 0,47 %   |